# 李歆 (西涼)
李 歆（り きん）は、五胡十六国時代の西涼の第2代公。太祖武昭王李暠の次男。字は士業、小字は桐椎。諡号・廟号はないため、後主と呼ばれる。

## 生涯
建初13年（417年）、父の薨去により公位に即く。父の政策を継承して東晋に臣従し、嘉興2年（418年）には東晋から都督七郡諸軍事・鎮西大将軍・酒泉公に封じられた。しかし父と違って暗愚であり、家臣をむやみに処罰したり、刑罰を厳しくしたり、城の増築・改築を繰り返して民に重税を強いて財政難を招くなどして、国力の衰退を招いた。
嘉興4年（420年）には北涼への遠征を計画する。家臣はこれに猛反対したが、後主はこれを聞き入れることなく遠征を強行して、逆に北涼の太祖武宣王（沮渠蒙遜）に大敗し、捕らえられて処刑された。
後主の死により、西涼は実質的に滅亡したとされている。

## 宗室

### 父母
- 父：李暠（太祖武昭王）

### 兄弟
- 弟：李恂（冠軍侯）

### 子
- 李重耳（三男）